# Shi Dakai
Shi Dakai, más conocido como Rey Yi (翼王) (uno de los cinco ejércitos), fue uno de los líderes de la Rebelión Taiping de Hong Xiuquan. Era mestizo entre hakka y zhuang.

## Biografía
En 1849, a la edad de 16 años, Shi fue encontrado por Feng Yunshan y Hong Xiuquan, Shi Dakai se estableció un tiempo en la boca del lago Poyang en la provincia de Jiujiang, entre 1853 y 1857.
Desilusionado porque parte de su familia (se dice que su madre y su mujer) había sido asesinada por Wei Changhui durante el golpe de Tianjing, cuando Yang Xiuqing fue asesinado por el mismo Wei Changhui, Shi Dakai guio a su ejército de 100.000 hombres fuera de la capital Taiping en 1857. En la China central luchó contra los grandes ejércitos del Imperio Qing durante seis años en la rebelión Taiping.
Durante el transcurso de la expedición, las tropas de Shi entraban y salían de la provincia de Sichuan, geográficamente dura. En diciembre de 1862, el ejército de Shi cruzó el río Jinsha (río de la arena dorada) bajo un intenso fuego de los Qing, utilizando una distracción para engañar al enemigo. Establecieron planes para cruzar las orillas del Dadu para llegar a su destino Chengdu. Uno de los oficiales de Shi condujo una rama del ejército a través del río sin dificultad, pero cuando llegaron Shi y su ejército principal, una furiosa inundación de repente hizo que el río fuera imposible de cruzar. Se hicieron varios intentos con grandes pérdidas y el ejército se estaba quedando sin raciones. El ejército Qing lo siguió unos días atrás. El 13 de junio, Shi Dakai negoció con los Qing para salvar la vida de sus hombres si se entregaba. Entró en los campamentos de Qing con tres seguidores, se vistió con el uniforme formal de Taiping y habló con los Qing sin miedo. Fue interrogado y encarcelado, y el día 25 fue condenado a ser ejecutado por corte lento en el Tribunal de Anshun. Sus enemigos registraron que durante toda la tortuosa ejecución, Shi no se inmutó y ni una sola vez gritó de dolor. Después de su muerte, 4.000 hombres de las tropas de Shi fueron liberados y los 2.000 restantes fueron ejecutados. Su hijo Dingzhong también fue ejecutado. Muchas de las antiguas tropas de Shi continuaron luchando contra los Qing, sobre todo las fuerzas dirigidas por Lai Yuxin y Li Fuyou.